# 黄土店駅
黄土店駅（こうどてんえき）は中華人民共和国北京市昌平区に位置し、中国国鉄北京鉄路局が管轄する双沙線の駅である。2016年11月1日からは京張都市間鉄道建設工事に伴い閉鎖された北京北駅に代わり、北京市郊外鉄道S2線の始発駅になった。

## 利用可能な路線
中華人民共和国鉄道部(中国国鉄)
双沙線
北京市郊外鉄道
S2線
懐柔密雲線

## 歴史
- 1966年 - 開業。
- 2016年 - 北京市郊外鉄道S2線が当駅始発に変更。

## 乗換
北京地下鉄8号線および
13号線の霍営駅は当駅から約100m西側にあり、徒歩圏内である。

## 隣の駅
中国国鉄
双沙線
望京駅 - 黄土店駅 - 沙河駅
北京市郊外鉄道
S2号線
黄土店駅 - 南口駅
懐柔密雲線
黄土店駅 - 昌平北駅
座標: 北緯40度04分09秒 東経116度20分38秒 / 北緯40.06917度 東経116.34389度